# Дом Тайлефер
Дом Тайлефер начинается с того что в 806 году графом Ангулема упомянут Вульгрин и неизвестно до какого года правящий.Исторя дома начинается с того что граф Аргенгау Вульфрад женится на Сюзанне Парижской дочери графа Парижа и Тулузы Бегго.У Вульфрада и Сюзанны родились дети:Адалард стал графом-палатином Парижа,Гильдуин претендовал на пост епископа Камбре,Вульгрин получил от Карла лысого графства Ангулем и Перигор.Вульгрин защищал графства Ангулем и Перигор и был женат на Регелинде Септиманской дочери Бернарда Септиманского и Дуоды Васконской.После смерти Вульгрина графства разделились Перигор достался Гийому, а Ангулем достался младшему Одуэну.Они правили графствами Ангулем и Перигор пока в 942 году графа Марша Бозон не захватил графство Перигор женившись на дочери последнего графа Перигора из рода Тайлефер.Арно Манцер сын Гийом второго графа Ангулема,начал борьбу против графа Марша Бозона и проиграл уступив Перигор Бозону.Дальше род Тайлеферов правили только графством Ангулем.В период владения Аквитанией Англии графы Ангулема поддерживали королей Англии.В 1200 году король Англии Иоан Безземельный хотел жениться на Изабеле Ангулемский дочери графа Ангулема Аймара первого.В этом же году брак аннулировали из за кровного родства.После этого Раздела вышла за сеньора де Лузиньян Гуго десятого и в 1218 году графство попало под владения сеньоров де Лузиньян.